# M. K. Hobson

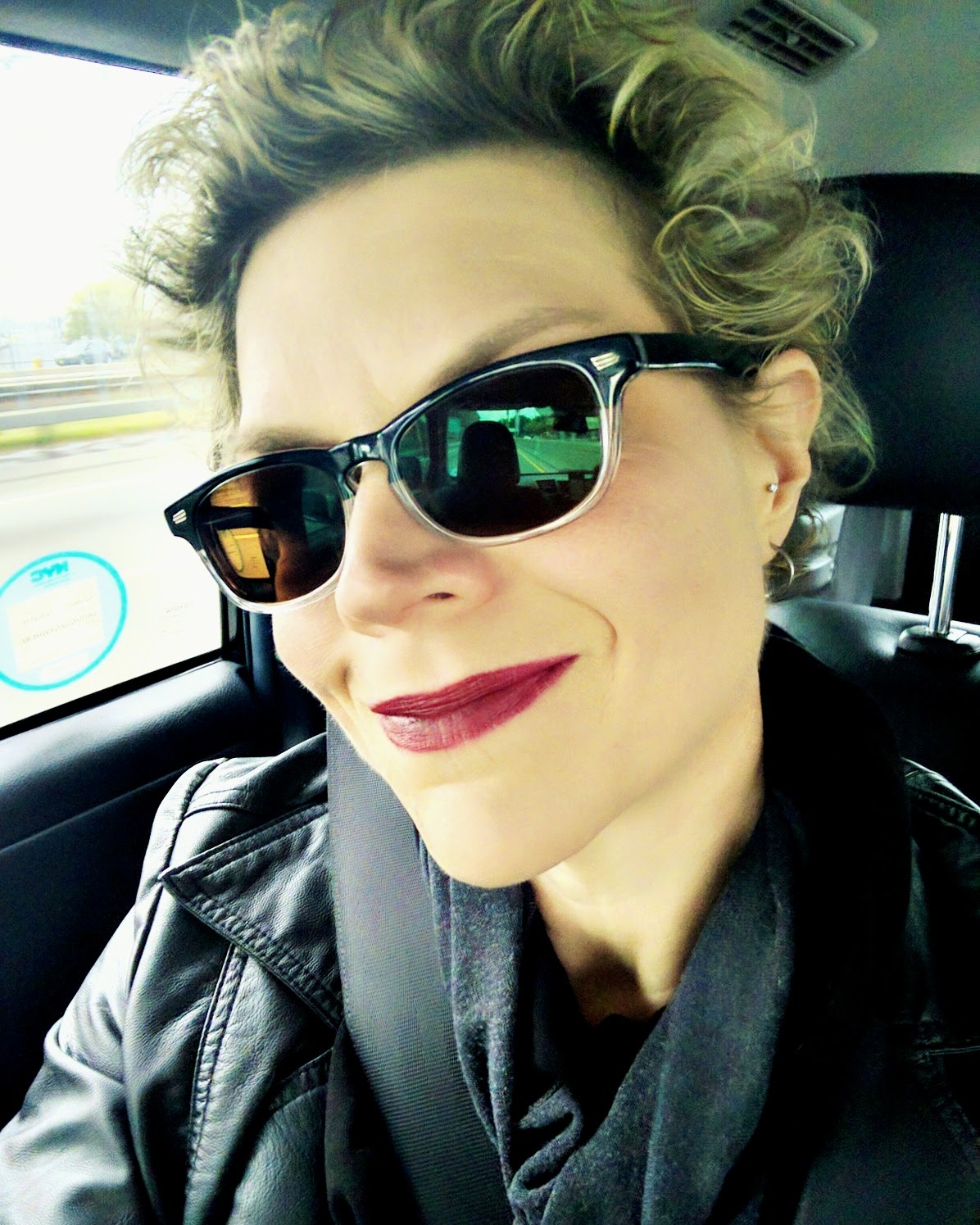
M. K. Hobson (2016)

M. K. Hobson (geboren als Mary Catherine Koroloff am 21. Januar 1969 in Riverside, Kalifornien) ist eine amerikanische Schriftstellerin, bekannt durch die Veneficas Americana-Serie historischer Fantasy-Romane.

## Leben
Hobson wuchs in Portland, Oregon, auf und studierte Englisch und Film an der University of Oregon in Eugene. Da sie in Portland keine Arbeit in der Filmwirtschaft fand und nicht nach Los Angeles ziehen wollte, ging sie ins Marketing und arbeitete sechs Jahre lang für eine Werbefirma, bevor sie sich 2006 selbständig machte. 2014 war sie Marketing-Managerin einer Versicherungsfirma. Seit 1997 ist sie mit Daniel Hobson verheiratet und hat mit ihm eine 1998 geborene Tochter. Sie leben in Oregon City.
Sie hatte bereits Anfang der 1990er Jahre unter ihrem Geburtsnamen einige Kurzgeschichten veröffentlicht, erste Science-Fiction-Erzählungen erschienen ab 2003 in dem Webzine Sci Fiction, 2005 erschien dann die Kurzgeschichte Domovoi in The Magazine of Fantasy and Science Fiction. Ihr erster Roman The Native Star erschien 2010 bei Ballantine und wurde im folgenden Jahr als bester Roman für den Nebula Award nominiert und kam bei den Locus Awards in der Kategorie First Novel auf den siebten Platz. Der Roman spielt in einer Fantasy-Version des Wilden Westens von 1876, in der die Magie funktioniert. In einer kleinen Stadt in der Sierra Nevada gerät die örtliche Hexe in Schwierigkeiten, vermehrt durch ein magisches Objekt, das in ihre Hände fällt. Auch einige finstere Hexer trachten nach dessen Besitz. Sie macht die Bekanntschaft von Dreadnought Stanton, einem überheblich und herablassend auftretendem Hexer aus New York, mit dem zusammen sie auf einer wilden Flucht quer durch die Vereinigten Staaten ihren Verfolgern zu entkommen sucht.
Die Fortsetzung The Hidden Goddess, in der Emily als Dreadnought Stantons Verlobte sich mit den Gepflogenheiten der High Society von New York auseinandersetzen muss, erschienen 2011. 2012 folgte der dritte Band The Warlock’s Curse, in dem im Jahr 1910 der junge Will Edwards, der eine Stelle bei den Tesla-Werken in Detroit in Aussicht hat, einem verhängnisvollen Fluch aus der Vergangenheit zu entkommen versucht.
Zusammen mit Douglas Lain war Hobson Herausgeberin des Fanzines Diet Soap und sie war Komoderatorin des Fantasy-Podcasts Podcastle.
2015 beschloss Hobson „einer ehrwürdigen schriftstellerischen Tradition folgend ein verbitterter Einsiedler zu werden. Sie schwor allen sozialen Netzwerken ab und überließ ihre Website dem Verfall. […] In der nun verfügbaren freien Zeit bekämpft sie die Langeweile durch Beschäftigung mit Misanthropie, Paranoia und Gewichtheben.“

## Bustlepunk

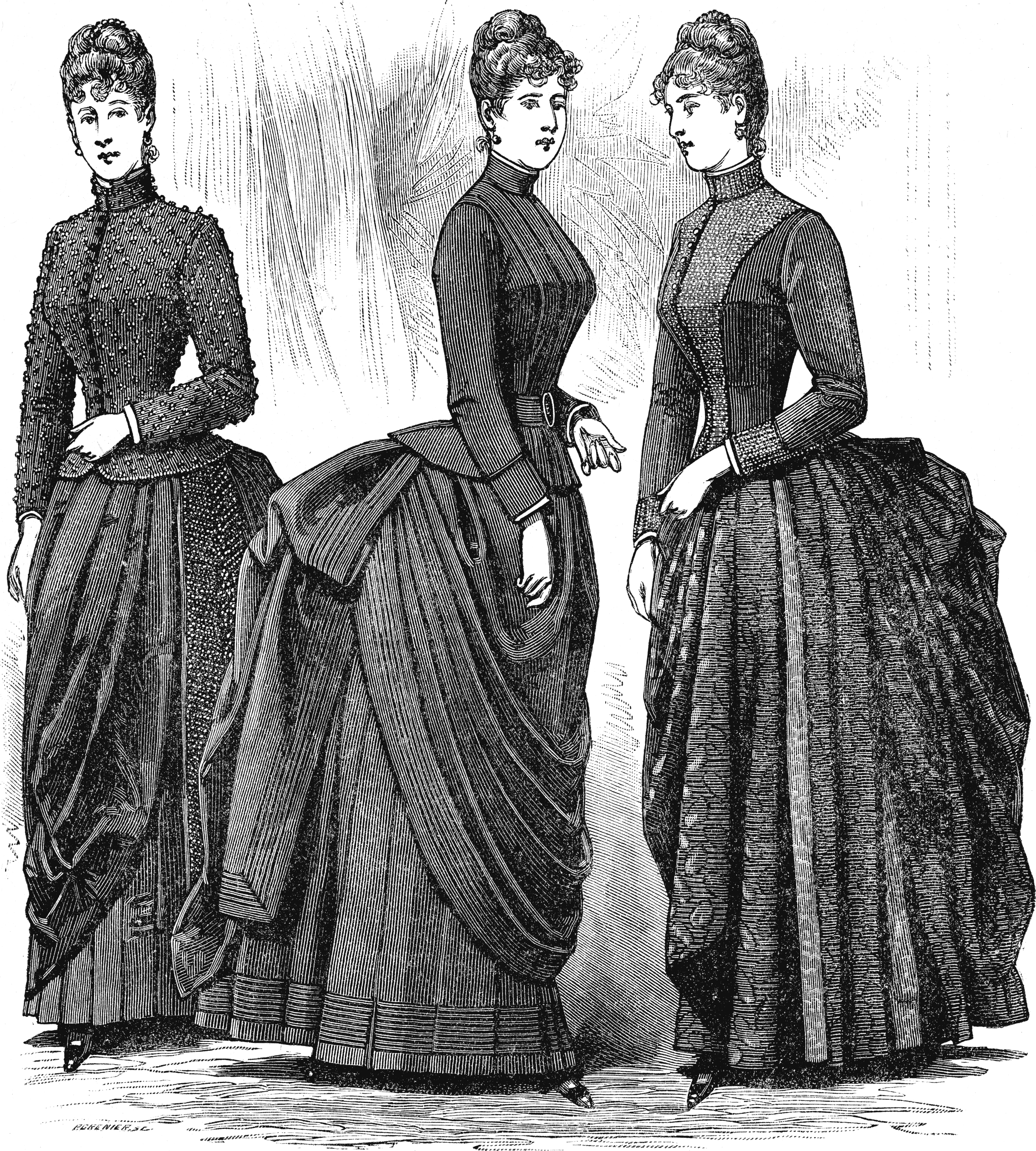
Bustles („Tournüren“)

Im Oktober 2009 verfasste Hobson, angeregt durch eine Diskussion auf dem LiveJournal-Blog von Serge Broom, das nicht ganz ernst gemeinte „Bustlepunk-Manifest“ (von englisch bustle für „Tournüre“). Bustlepunk sollte ihr zufolge ein Subgenre im 19. Jahrhundert angesiedelter historischer Fantasy bezeichnen, in dem der Focus weniger – wie im Steampunk – auf dampfbetriebenen Robotern und mehr auf den Beziehungen zwischen den Geschlechtern und der Situation der Frau liegt. Als Beispiele nannte sie neben ihren eigenen Erzählungen die Arbeiten von Gail Carriger, Cherie Priest, Mary Robinette Kowal, Sherwood Smith und Susan Krinard.
Der Begriff gewann ein – so nicht beabsichtigtes – Eigenleben und wurde verwendet, entsprechende Bücher zu beschreiben und deren Autorinnen zu klassifizieren. Als 2011 Alyx Dellamonica in einer Besprechung von Hobsons The Hidden Goddess unter dem Titel The Bustlepunk Apocalypse Continues Bustlepunk als die „sanftere Cousine des Steampunk“ charakterisierte und Mike Perschon diese Charakterisierung dann aufgriff, nahm Hobson Anstoß und sah sich bewogen, ihre ursprüngliche Intention zu präzisieren und ihre Begriffsbildung zu rechtfertigen. Das tat sie in Bustlepunk Revisited, wo sie Bustlepunk als historische Fantasy aus feministischem Blickwinkel beschrieb. Dem Vorwurf, durch die Begriffsbildung zu einer Ghettoisierung weiblicher Autoren beizutragen, entgegnete sie, dass Ausgrenzung weiblicher Autoren und die Abwertung und Herabsetzung von Büchern, in denen Liebesbeziehungen eine wesentliche Rolle spielen, nicht durch ein Wort oder einen Begriff bedingt wird, sondern durch gesellschaftliche Strukturen und handfeste ökonomische Realitäten.
Ihre Veneficas Americana-Serie beschrieb Hobson als New Weird West Bustlepunk.

## Bibliografie
Veneficas Americana
- 1 The Native Star (2010)
- 2 The Hidden Goddess (2011)
- 3 The Warlock’s Curse (2012)
- The Ladies and the Gentlemen (2015)

Kurzgeschichten
- Midnight (1991, als Mary Catherine Koroloff)
- Purity (1992, als Mary Catherine Koroloff)
- Daughter of the Monkey God (2003)
- The Woman in the Numbers (2005)
- Hell Notes (2005)
- Domovoi (2005)
- Hippocampus (2005)
- What They Wanted (2005)
- Severance Pay (2005)
- The Lymphatic Rage of Females: A 22nd Century Power Source? (2006)
- The Man With The Hat (2006)
- God Juice (2006)
- Discovery’s Wake (2006)
- Infants at the Lake of Fire (2006)
- The Hotel Astarte (2007)
- PowerSuit (2007)
- Votary (2007)
- The Serpent Who Sleeps Beneath the Shards (2008)
- The People’s Republic of the Edelweiss Village Putt-Putt Golf Course (2008)
- The Hand of the Devil on a String (2008)
- Crushing Butterflies (2008)
- Comus of Central Park (2008)
- The Purple Basil (2008)
- The Warlock and the Man of the Word (2009)
- The Hag Queen’s Curse (2010)
- Kid Despair in Love (2010)
- Oaks Park (2010)
- A Sackful of Ramps (2011)
- Baba Makosh (2013)
- The Last Unenlightened Man (2015)